# Wallfahrtsort
Ein Wallfahrtsort ist in verschiedenen Religionen ein Ort mit hervorgehobener religiöser Bedeutung – ein Heiligtum – und als solcher das Ziel einer Wallfahrt. Dem Besuch eines Wallfahrtsortes werden besondere Wirkungen zugesprochen wie die Heilung von Krankheiten.
Eine Wallfahrtstradition kann durch ein Ereignis wie ein Wunder oder eine Marienerscheinung hervorgerufen werden oder durch die Verehrung einer Persönlichkeit der jeweiligen Religion, die an dem Ort gewirkt hat oder begraben ist; im Christentum sind dies meist Heilige und an den Orten steht zumeist eine Wallfahrtskirche. An den Gedenktagen dieser Personen oder Ereignisse werden die Wallfahrtsorte oft von Tausenden von Wallfahrern besucht.
Im übertragenen Sinne wird der Begriff Wallfahrtsort auch im Zusammenhang mit allenfalls quasireligiösen Besuchen benutzt, beispielsweise wenn die Fans eines verstorbenen Pop-Musikers in großer Zahl dessen Grabstätte oder ehemaliges Wohnhaus aufsuchen. Dieser Effekt kann auch problematisch sein, wenn  z. B. Anhänger einer politisch extremen Richtung das Grab eines bekannten Vertreters dieser Ideologie aufsuchen und dies als politische Demonstration inszenieren.

## Christentum
Im Christentum führten erste Wallfahrten zu solchen Orten, die man der Überlieferung oder der Tradition zufolge mit dem Leben, Sterben und der Auferstehung Jesu Christi in Verbindung brachte. Zeugnisse aus dem 4. Jahrhundert belegen, dass es zu dieser Zeit bereits Wallfahrten ins Heilige Land gab. Als das Christentum sich immer weiter verbreitete, wurden auch Wallfahrten nach Rom zu den Gräbern der frühchristlichen Märtyrer und zu solchen Orten unternommen, die Stätten im Heiligen Land nachbildeten, etwa die Sacri Monti im italienischen Piemont und in der Lombardei. Auch zu den Gräbern anderer Heiliger unternahm man Wallfahrten, wie auch an Orte, an denen über Marienerscheinungen und Wunderheilungen berichtet wurde. An solchen Orten wurde mit der Zeit für die Pilgerströme meist eine Wallfahrtskirche oder ein „heiliger Bezirk“ errichtet.

## Bedeutende Wallfahrtsorte
- Prominente Wallfahrtsorte des griechischen Altertums waren Epidauros, Delphi und Ephesos; letzterer wurde zu einem Wallfahrtsort der alten Kirche umgewandelt.
- Als Besonderheit gilt Jerusalem (und andere israelische Wallfahrtsorte) in den drei abrahamitischen Religionen Judentum, Christentum und Islam als wichtiger Wallfahrtsort.

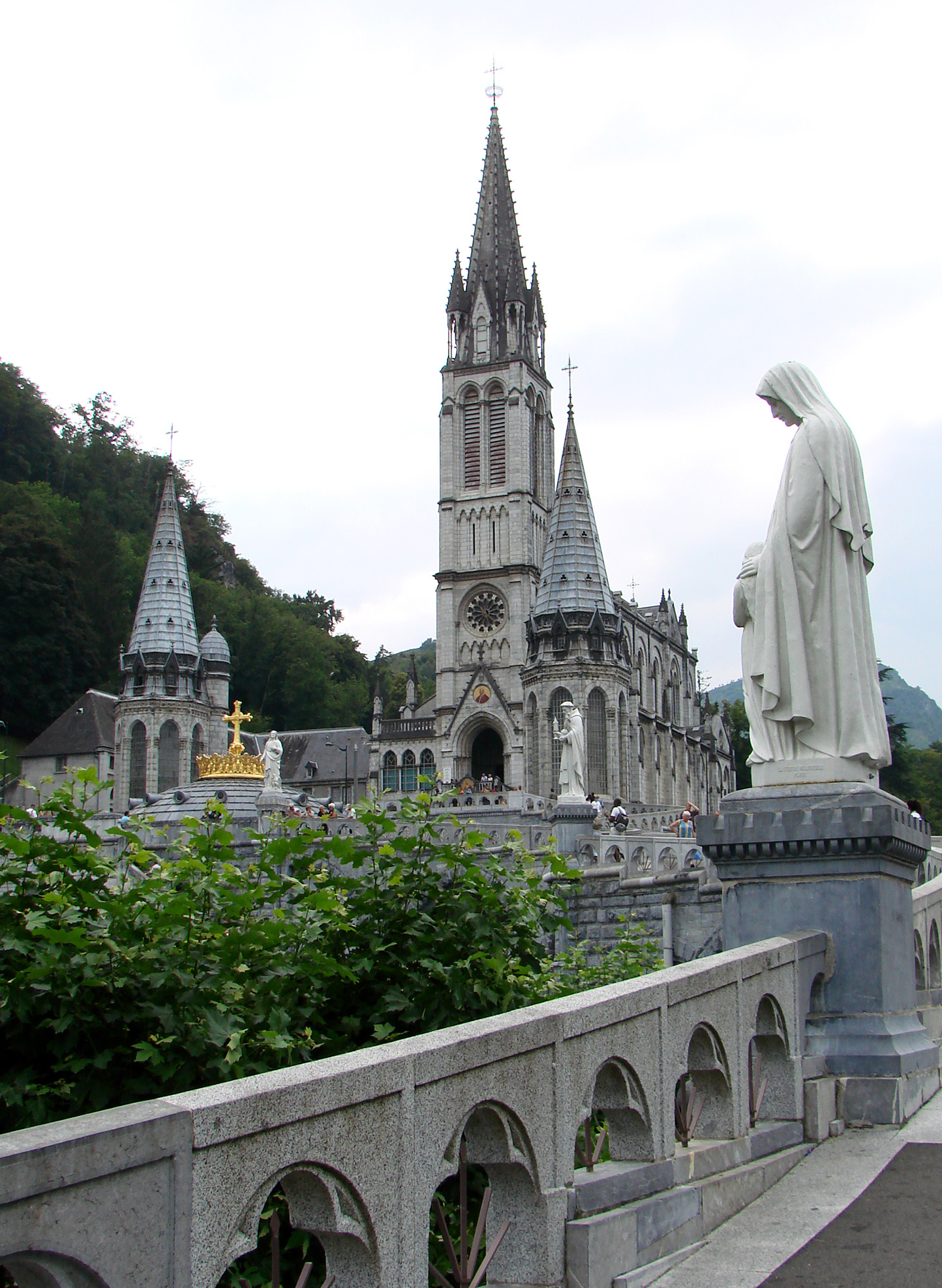
Basilika Unserer Lieben Frau vom Rosenkranz in Lourdes

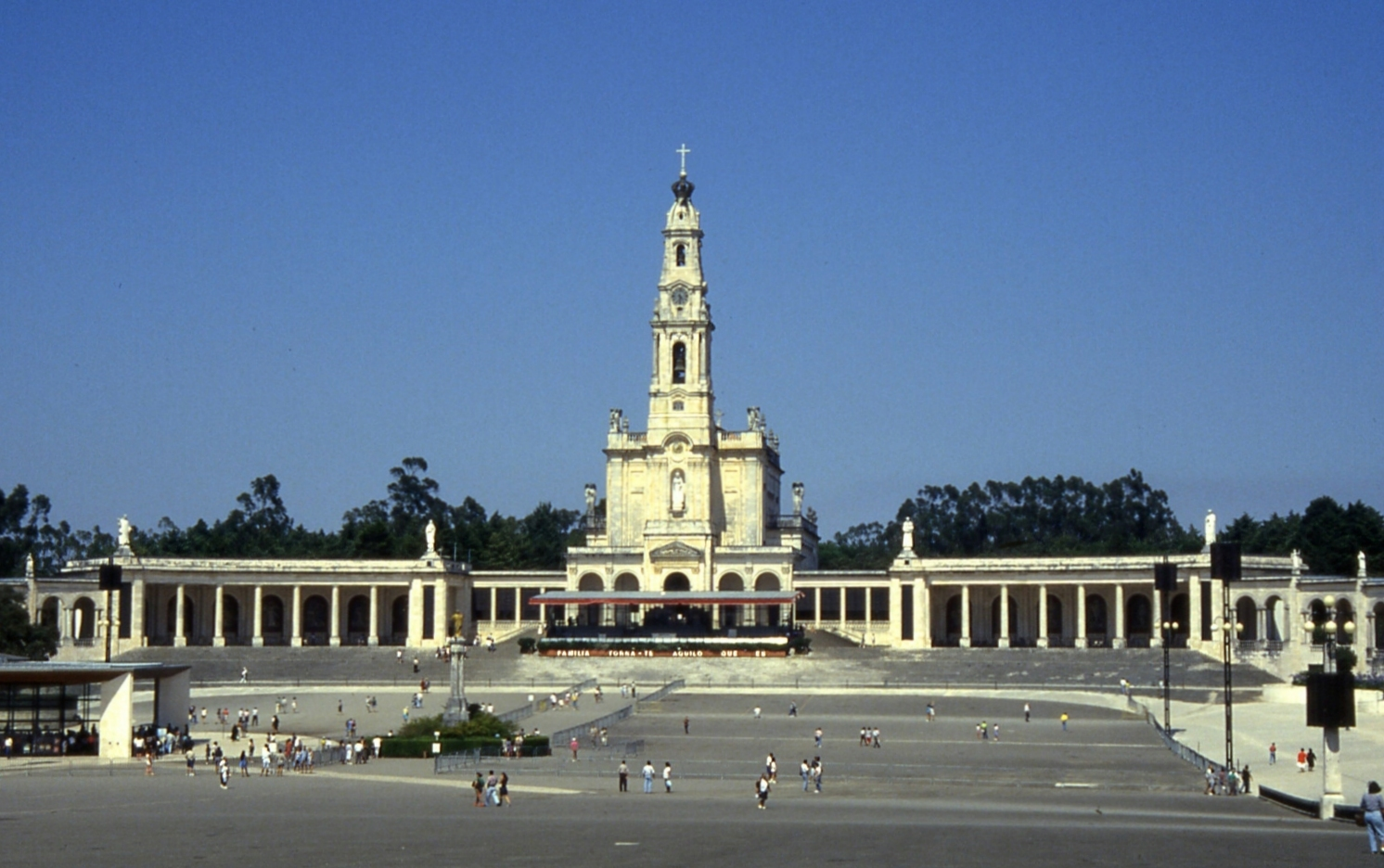
Der Schrein Unserer Lieben Frau in Fatima

### Christentum
- Zweitwichtigster Wallfahrtsort des Christentums nach dem Heiligen Land ist Rom, wo die Ursprünge der Westkirche und die Gräber der Apostel Petrus und Paulus liegen: pro Jahr circa 18 Millionen Pilger.
- Neben Rom und dem Heiligen Land gehörte das Grab des heiligen Apostels Jakobus in Santiago de Compostela (Spanien) zu den großen christlichen Wallfahrtszielen des Mittelalters und ist weiterhin Ziel vieler Wallfahrer.
- Mit circa 20 Millionen kommen noch mehr Pilger zur Basilika der Jungfrau von Guadalupe in Mexiko. Als größter Wallfahrtsort Brasiliens mit jährlich 8 Millionen Pilgern[1] gilt Aparecida im Bundesstaat São Paulo, wo Maria 1717 drei Fischern erschien.
- Besondere Bedeutung in Europa haben die Marienwallfahrtsorte:
  - Lourdes, das auf die Marienerscheinungen von Bernadette Soubirous 1858 zurückgeht; Lourdes wurde innerhalb weniger Jahre zum bedeutendsten Wallfahrtsort Europas.
  - Fátima in Portugal. Dort soll am 13. Mai 1917 drei Hirtenkindern auf einem freien Feld die Jungfrau Maria erschienen sein; sie habe ihnen befohlen, künftig an jedem 13. des Monats an diesen Ort zurückzukommen.
- In Deutschland sind Altötting in Bayern und Kevelaer am Niederrhein von überregionaler Bedeutung.
- In Italien ist San Giovanni Rotondo, Wirkungsstätte von Padre Pio,  mit 7 Millionen Pilgern bedeutend.
- Wichtige Wallfahrtsorte in Österreich sind die Basilika von Mariazell, Maria Plain und St. Leonhard ob Tamsweg.
- Der wichtigste Wallfahrtsort Polens ist Tschenstochau mit der Schwarzen Madonna.
- Wichtige Wallfahrtsorte in der Schweiz sind das Kloster Einsiedeln (Marienwallfahrt) und Flüeli-Ranft (Niklaus von Flüe).
- Die Basilika von Sainte-Anne-de-Beaupré, eine Nahe der kanadischen Stadt Québec gelegene Basilika, gehört zu den bedeutendsten Wallfahrtsorten Nordamerikas.

### Islam

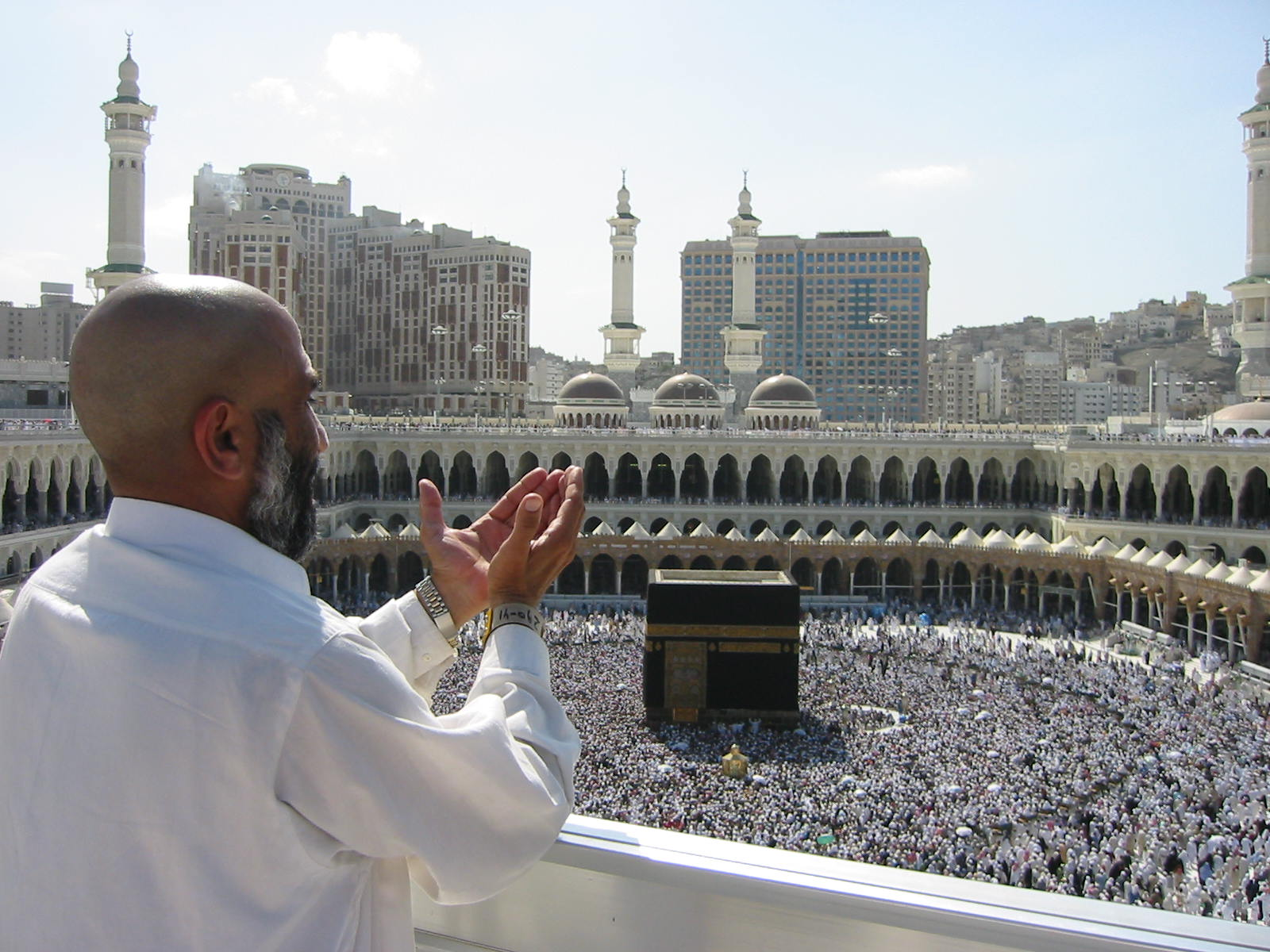
Die Kaaba in Mekka

- Mekka mit der Heiligen Moschee und der Kaaba ist der wichtigste Wallfahrtsort des Islams. Er ist sowohl Zielpunkt der Haddsch genannten großen Wallfahrt, die während des Monats Dhū l-Hiddscha stattfindet und eine der fünf Säulen des Islams bildet, als auch der ʿUmra genannten kleinen Wallfahrt, die auch zu anderen Zeiten im Jahr durchgeführt werden kann. Im Rahmen der beiden Wallfahrten wird Mekka jährlich von mehreren Millionen Menschen besucht.
- Neben Mekka kennt der Islam weitere Grabstätten und heilige Orte, zu denen Ziyāra-Wallfahrten unternommen werden. Der bekannteste Wallfahrtsort dieser Art ist die Stadt Medina, in der sich das Grab des Propheten Mohammed befindet. Wallfahrtsorte, die Zielpunkte von Ziyāra-Wallfahrten sind, werden als Mazār bezeichnet. Der Begriff ist zum Beispiel namengebend für die Stadt Masar-e Scharif, in der sich ein bekanntes Ali-Mausoleum befindet.
- Die Zwölfer-Schiiten haben neben Mekka und Medina zusätzliche Wallfahrtsorte, von denen Nadschaf, Kerbela, al-Kazimiyya und Samarra im Irak, an denen sich Grabstätten schiitischer Imame befinden, sowie Qom (Ghom) und Maschhad im Iran die wichtigsten sind. Zusammengenommen bilden diese Orte die sogenannten „Heiligen Schwellen“ (ʿAtabāt muqaddasa) der Schia.[2]

### Hinduismus
Im Hinduismus gelten unter anderem  Flüsse als heilig, der wichtigste ist der Ganges als Verkörperung der Göttin Ganga. Wichtige Pilgerstätten liegen daher oft an Flüssen, an Flussquellen oder an Punkten, wo Flüsse zusammentreffen. Beispiele:
- Varanasi, die wichtigste hinduistische Pilgerstätte, dort fließt der Ganges nach Norden in Richtung seiner Quelle
- Ayodhya (Geburtsort des Gottes Rama)
- Dvaraka (Hauptstadt des Gottes Krishna)
- Haridwar, dort liegt das Quellplateau des Ganges im Himalaya Gebirge
- Prayagraj, dort findet alle zwölf Jahre die Kumbh Mela statt
- Amarnath, Offenbarungsstätte Shivas in Form eines Linga aus Eis
- Pushkar
- Puri mit dem nur für Hindus zugänglichen Jagannath-Tempel
- In Kanchipuram werden  Shiva und Vishnu gleichermaßen in mehreren Tempelanlagen geehrt
- In Madurai steht der Minakshi-Tempel
- Rameswaram
- Mathura (Geburtsort Krishnas)
- Ujjain
- Nashik
- Bhubaneshwar

### Buddhismus
Im Buddhismus gibt es zahlreiche Pilgerstätten. Als die fünf wichtigen gelten:
- Buddhas Geburtsort Lumbini
- Bodh Gaya, der Ort der Erleuchtung
- Sarnath, der Ort der ersten Predigt (Ingangsetzen des Rades der Lehre (Dharmachakra))
- Kushinagar, der Ort des vollkommenen Verlöschens Parinirvana
- Borobudur, eine der größten buddhistischen Tempelanlagen Südostasiens.

### Bahai
- Der Schrein Baha’u’llahs in der israelischen Stadt Akkon, in dem die sterblichen Überreste Baha’u’llahs, des Religionsstifters des Bahaismus aufbewahrt werden.
- Der Schrein des Bab im Bahai-Weltzentrum in der israelischen Stadt Haifa, in dem die sterblichen Überreste des Bab, des Religionsstifters des Babismus, aufbewahrt werden.

### Jesidentum
- Lalisch, dort steht das zentrale Heiligtum der Jesiden

### Sikhismus
- Amritsar, spirituelle Zentrum des Sikhismus